# Johann Georg Mitterreither

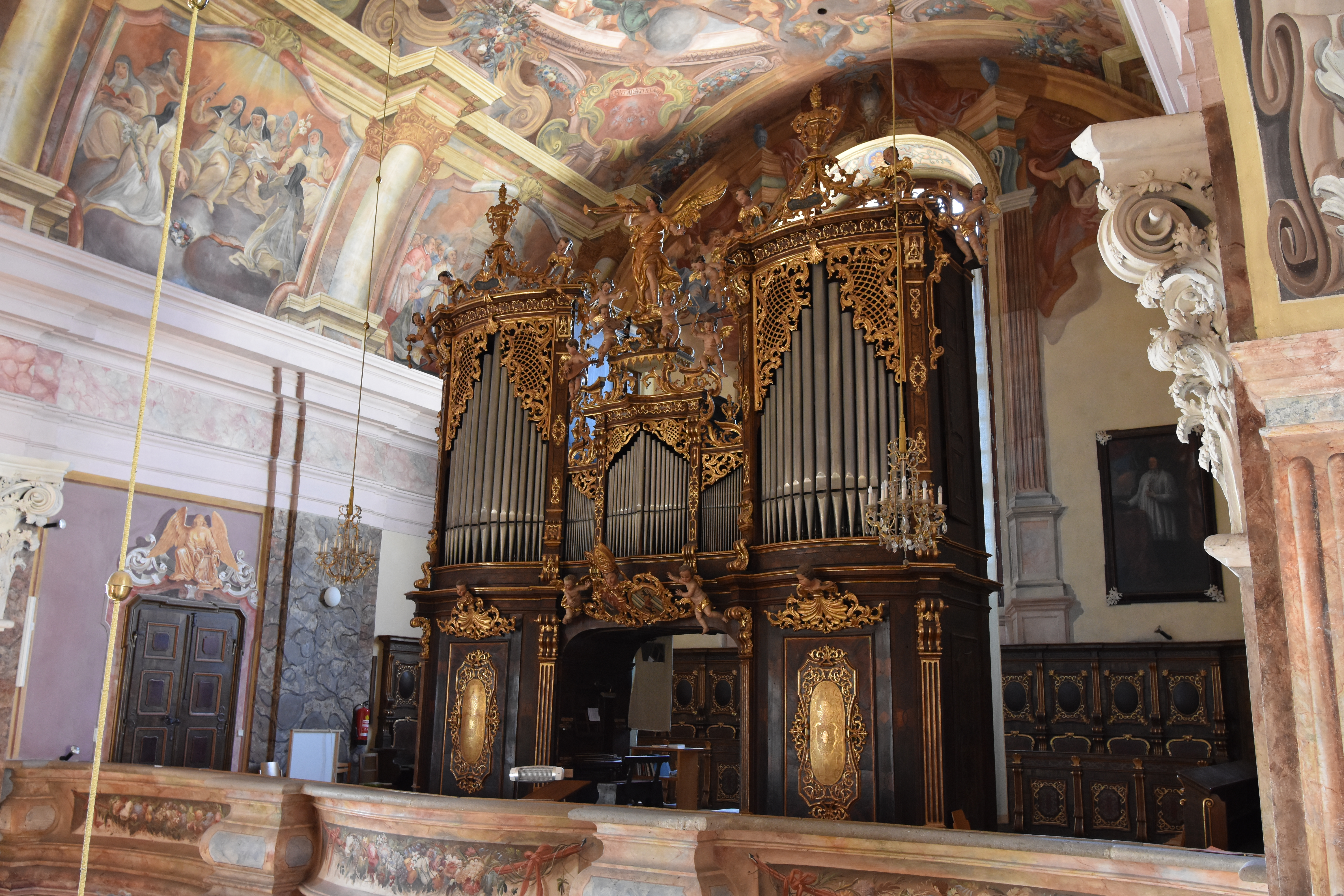
Orgel der Stiftskirche Pöllau

Johann Georg Mitterreither (* vor 1707; † 2. Juli 1747 in Graz) war ein österreichischer Orgelbauer.

## Leben
Johann Georg Mitterreither war 1707 in Graz als Orgelbauer tätig. Die älteste, noch erhaltene Orgel von ihm befindet sich im Museum Augusteum in Salzburg. Viele der von ihm geschaffenen Orgeln sind heute noch erhalten.

## Werke
| Jahr | Ort                           | Gebäude                                   | Bild | Manuale | Register | Bemerkungen      |
| ---- | ----------------------------- | ----------------------------------------- | ---- | ------- | -------- | ---------------- |
| 1718 | Göss                          | ehem. Stiftskirche Göß bei Leoben         |      | I/P     | 13       |                  |
| 1721 | Hainersdorf                   | Pfarrkirche Hainersdorf                   |      | I/P     | 10       | [ 3 ]            |
| 1726 | Neudau                        | Unterlimbach St. Bartholomä               |      | I       | 4        | [ 4 ]            |
| 1729 | Breitenfeld an der Rittschein | Pfarrkirche Breitenfeld an der Rittschein |      | II/P    | 15       |                  |
| 1734 | Hirschegg-Pack                | Pfarrkirche Hirschegg                     |      | I/P     | 10       |                  |
| 1739 | Pöllau                        | Stiftskirche Pöllau                       |      | II/P    | 24       |                  |
| 1742 | Semriach                      | Pfarrkirche Semriach                      |      | I/P     | 11       |                  |
| 1746 | Hausmannstätten               | Pfarrkirche Hausmannstätten               |      | I/P     | 10       | Gehäuse erhalten |

weitere Orgeln:
- 1730: Orgel der Minoritenkirche Bruck an der Mur (11/I)
- mehrere Positiv-Orgeln